# Березняківська сільська територіальна громада
Березнякі́вська сільська територіальна громада — територіальна громада в Україні, у Черкаському районі Черкаської області. Адміністративний центр — село Березняки.
Площа громади — 83,3 км², населення — 3722 мешканці (2018).
Утворена шляхом об'єднання Березняківської та Великояблунівської сільських рад Смілянського району. Перші вибори відбулись 23 грудня 2018 року. 2020 року до громади було приєднано ще Плескачівську та Сунківську сільські ради.

## Склад
До складу громади входять:
| Населений пункт        | Населення, осіб (1989) | Населення, осіб (2001) |
| ---------------------- | ---------------------- | ---------------------- |
| Березняки, село        | 2631                   | 2505                   |
| Велика Яблунівка, село | 2332                   | 1966                   |
| Плескачівка, село      | 1010                   | 762                    |
| Сунки, село            | 1717                   | 1328                   |
| Шевченка, село         | 367                    | 341                    |